# フランコ・バッティアート

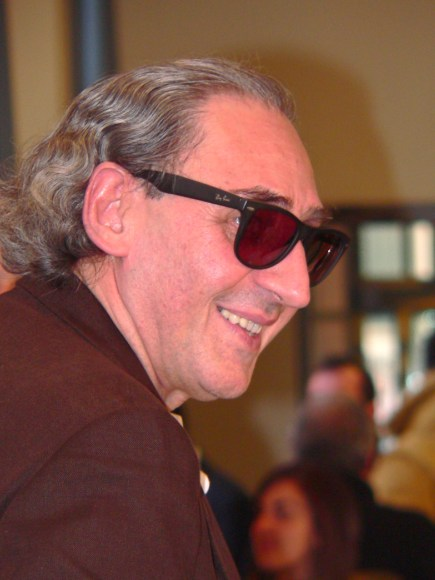
フランコ・バッティアート（2005年）

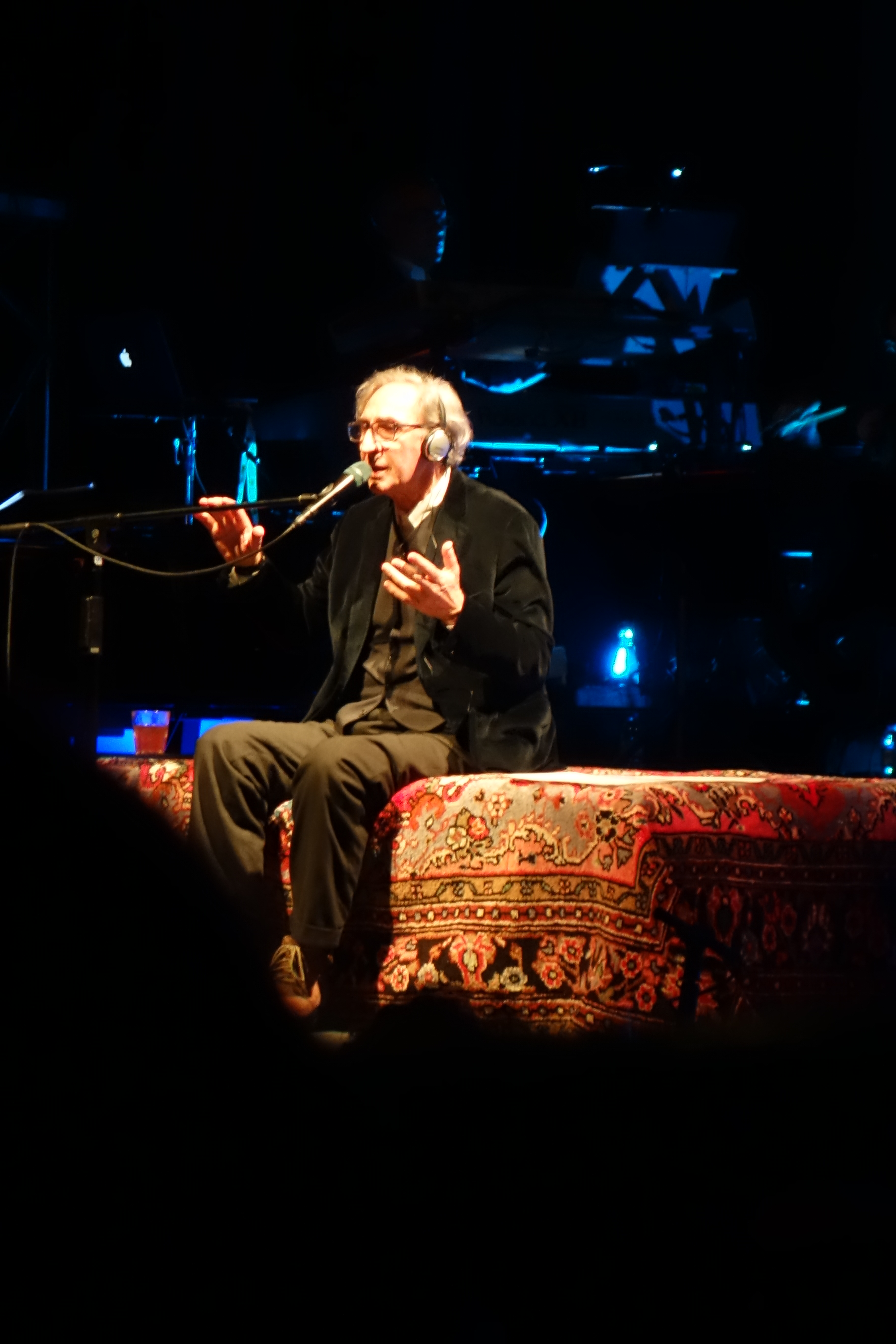
コンサートでのフランコ・バッティアート（2013年）

フランコ・バッティアート（Franco Battiato、1945年3月23日 - 2021年5月18日）は、イタリアのシンガーソングライター、作曲家、映画監督。Süphan Barzaniという名前で画家としても活動している。
シチリア州カターニア県リポストの生まれ。1970年代から現在に至るまでイタリアで人気のシンガーソングライターであり、「Il Maestro（イル・マエストロ、巨匠）」のニックネームでも知られる。
バッティアートは、2021年5月18日、カターニアのミーロにある自宅で神経変性疾患により亡くなった。

## ディスコグラフィ

### アルバム
- 『胎児』 - Fetus (1971年) ※『フィータス』の邦題もある
- 『汚染』 - Pollution (1972年)
- 『スッレ・コルデ・ディ・アリエス』 - Sulle corde di Aries (1973年)
- Clic (1974年)
- M.elle le “Gladiator” (1975年)
- Feed Back (1976年) ※コンピレーション
- Battiato (1977年)
- Juke Box (1977年)
- L'Egitto prima delle sabbie (1978年)
- L'era del cinghiale bianco (1979年)
- Patriots (1980年)
- La voce del Padrone (1981年)
- Franco Battiato (1982年) ※コンピレーション
- L'arca di Noè (1982年)
- Orizzonti perduti (1983年)
- Mondi lontanissimi (1985年)
- Echoes of Sufi Dances (1985年) ※英語盤
- Ecos de Danzas Sufi (1985年) ※スペイン語盤
- Battiato (1986年) ※コンピレーション
- Nomadas (1987年) ※スペイン語盤
- Fisiognomica (1988年)
- Giubbe rosse (1989年) ※ライブ
- Una vita scellerata (1990年) ※サウンドトラック
- Come un cammello in una grondaia (1991年)
- Caffè de la Paix (1993年)
- Unprotected (1994年) ※ライブ
- L'ombrello e la macchina da cucire (1995年)
- L'imboscata (1996年)
- Gommalacca (1998年)
- Fleurs (1999年)
- Campi magnetici (2000年) ※サウンドトラック
- Ferro battuto (2001年)
- Fleurs 3 (2002年)
- Last Summer Dance (2003年) ※ライブ
- Dieci stratagemmi (2004年)
- Un soffio al cuore di natura elettrica (2005年) ※ライブ
- Il vuoto (2007年)
- Fleurs 2 (2008年)
- Inneres Auge (2009年)
- Apriti sesamo (2012年)
- Del suo veloce volo (2013年) ※ライブ with アントニー・アンド・ザ・ジョンソンズ
- Joe Patti's Experimental Group (2014年)
- Le nostre anime (2015年) ※コンピレーション
- Live in Roma (2016年) ※ライブ with アリーチェ
- Torneremo ancora (2019年)